# Blauwschouderlawaaimaker
De blauwschouderlawaaimaker (Cossypha cyanocampter) is een zangvogel uit de familie Muscicapidae (vliegenvangers).

## Verspreiding en leefgebied
Deze soort telt 2 ondersoorten:
- C. c. cyanocampter: van zuidwestelijk Mali, oostelijk Guinee en Sierra Leone tot Gabon.
- C. c. bartteloti: noordoostelijk Congo-Kinshasa, zuidelijk Soedan, Oeganda en westelijk Kenia.